# فدراسیون فوتبال لائوس
فدراسیون فوتبال لائوس نهاد اداره‌کنندهٔ فوتبال در لائوس است. این نهاد در سال ۱۹۵۱ پایه‌گذاری شده و اکنون عضو کنفدراسیون فوتبال آسیا است. در حال حاضر ریاست این نهاد بر عهدهٔ ویفت ساهچکر می‌باشد.